# Fasim
Germán Bel, Fasim, né en 1972 à Barcelone en Espagne, est un artiste peintre qui compose avec le papier, le collage, la création numérique, la toile et les espaces urbains.
Il vit et travaille dans sa maison-atelier à Valence en Espagne.

## Biographie

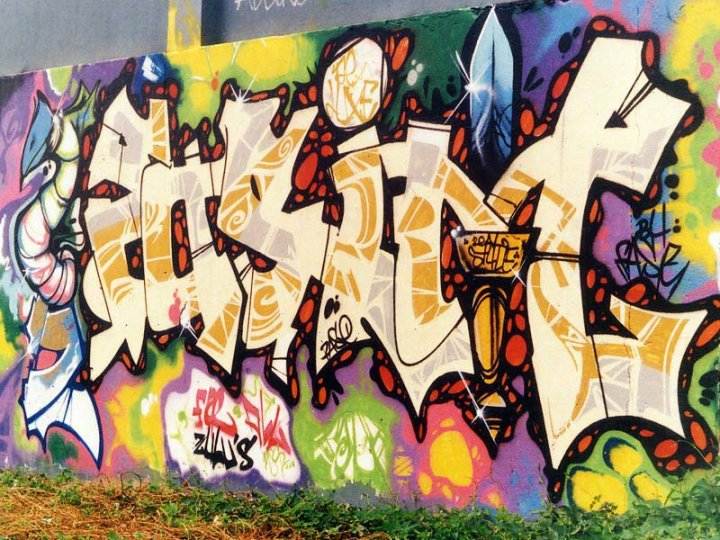
Fasim, 1989, Barcelone.

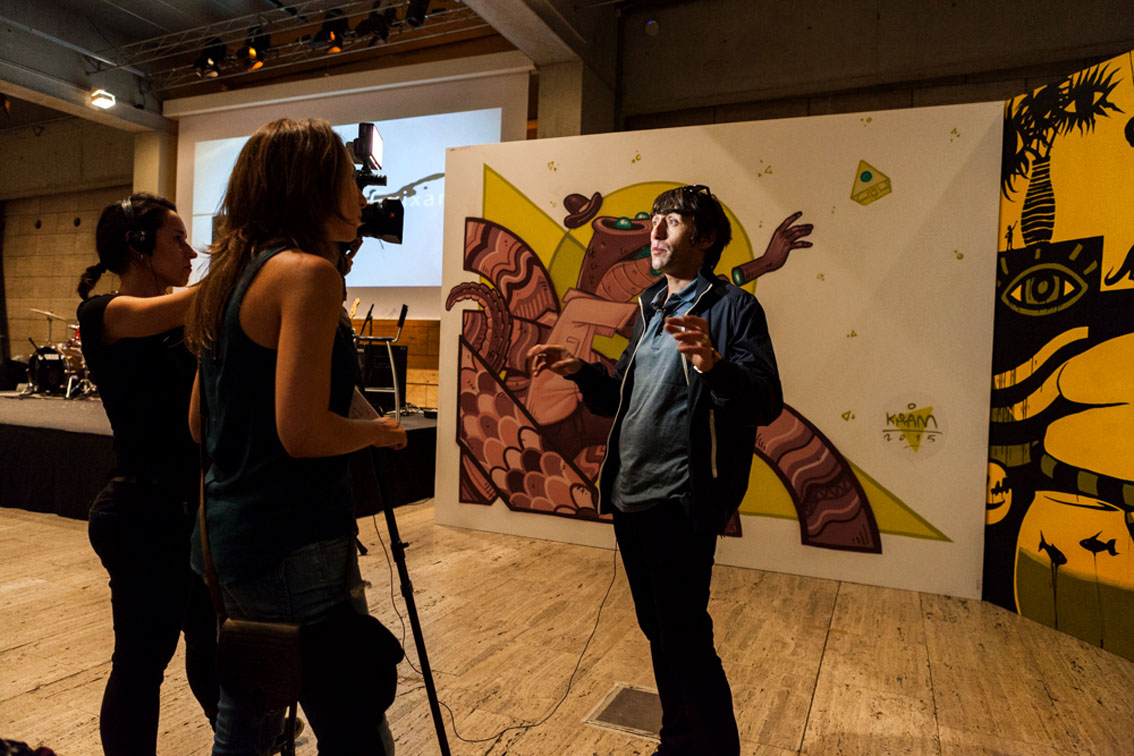
Fasim, 2015, Barcelone.

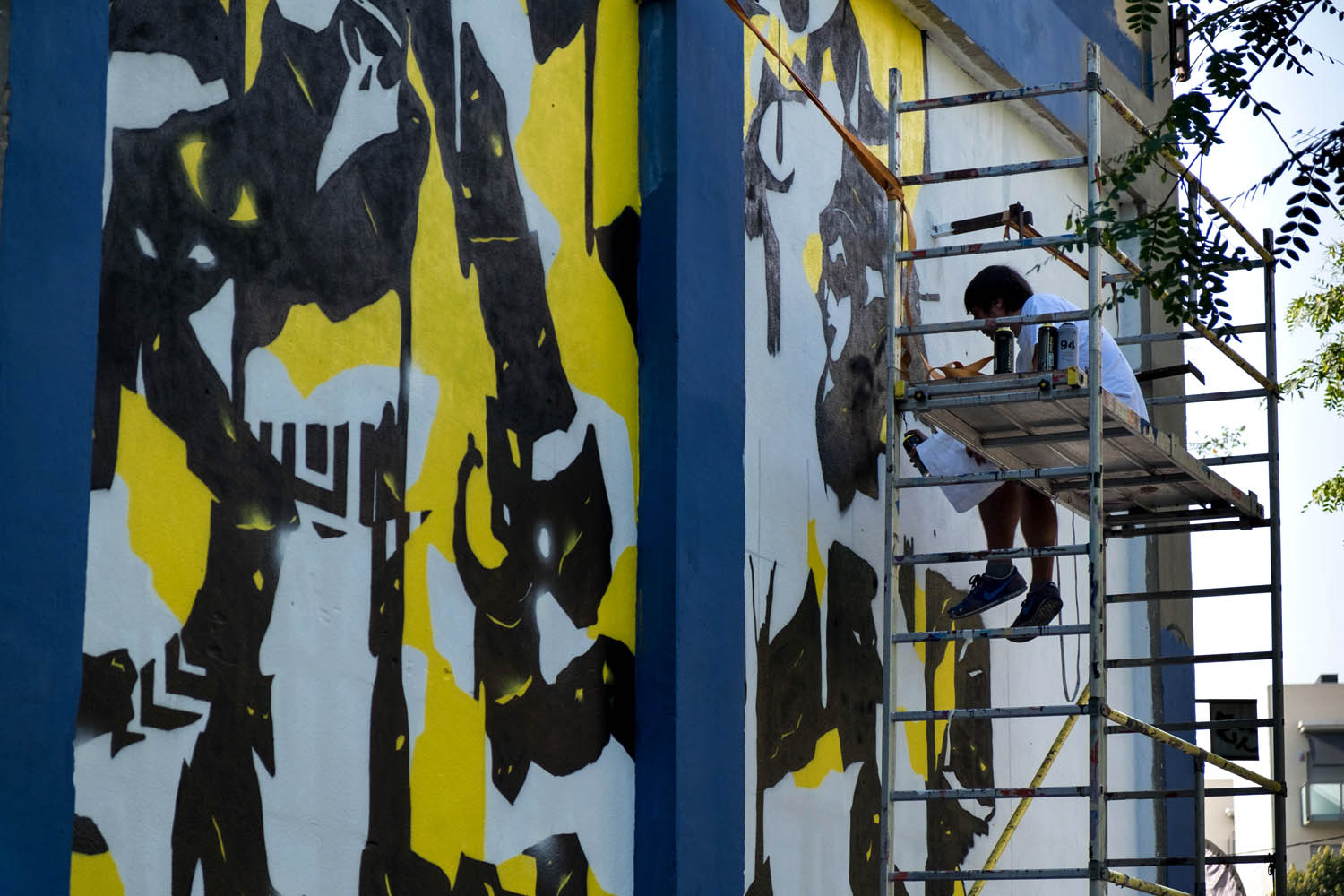
Open Walls Conference, Barcelone, 2016.

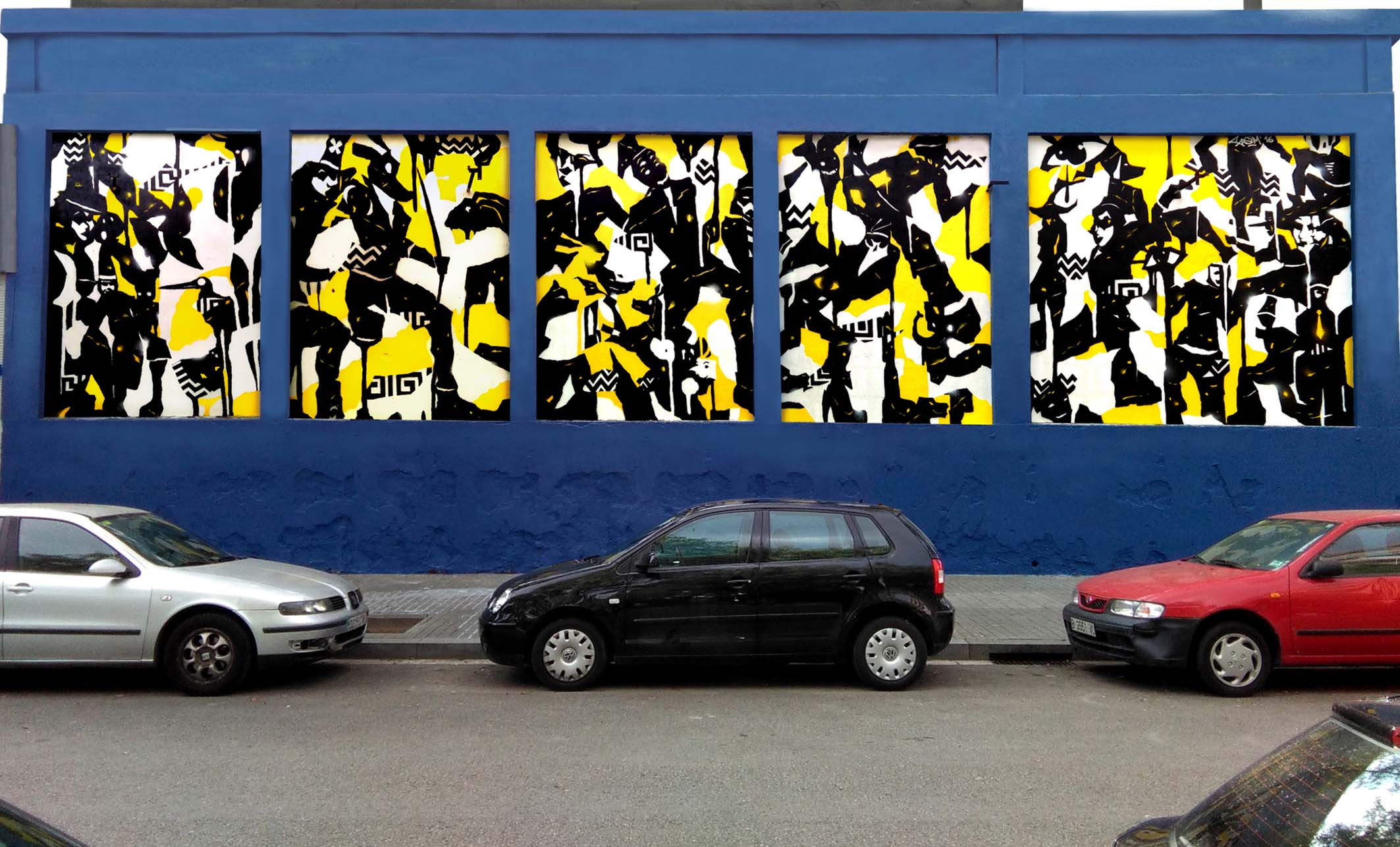
Open Walls Conference, Barcelone, 2016.

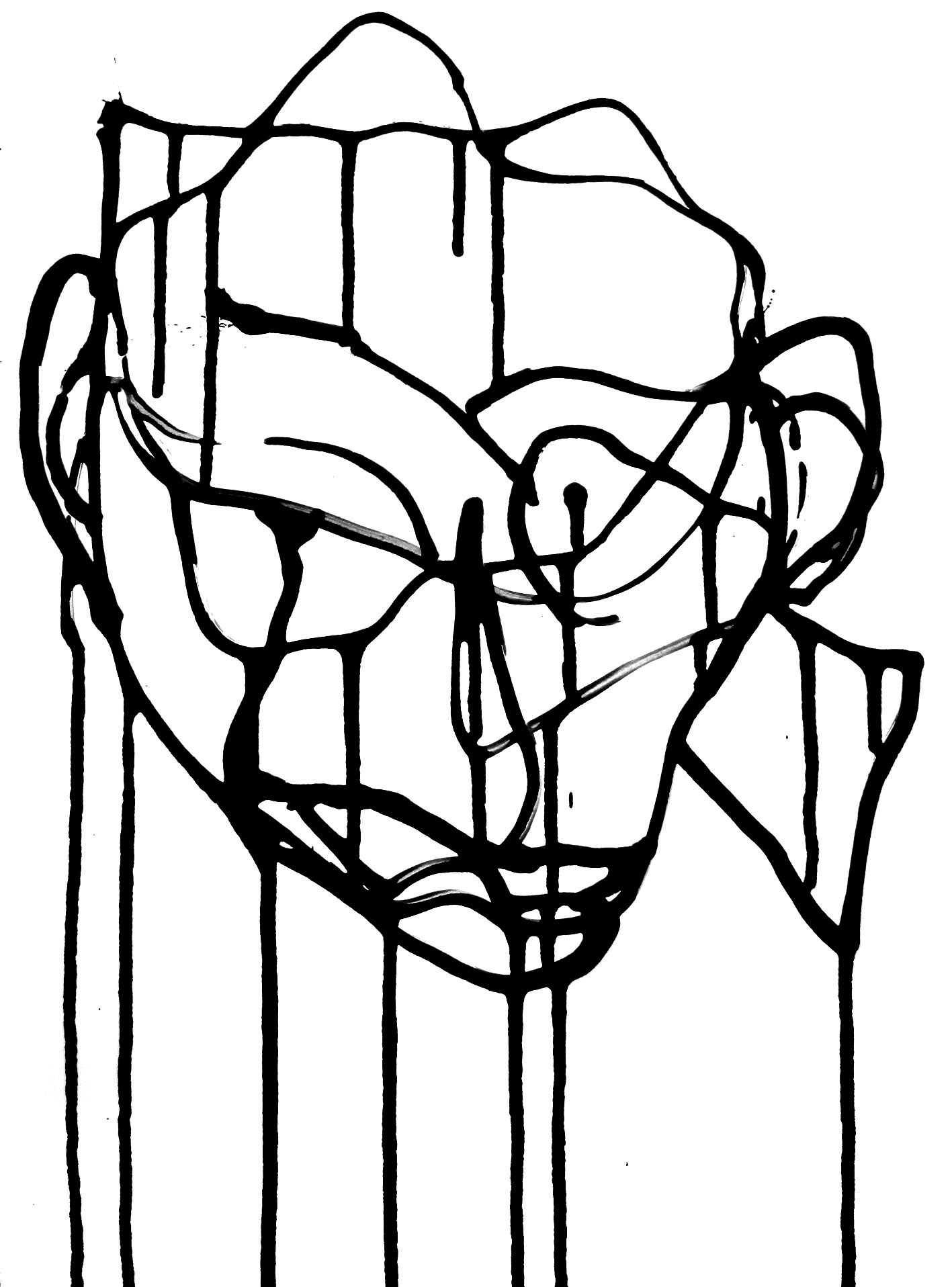
Fasim, peinture de la série Down By Law, 2017, Barcelone.

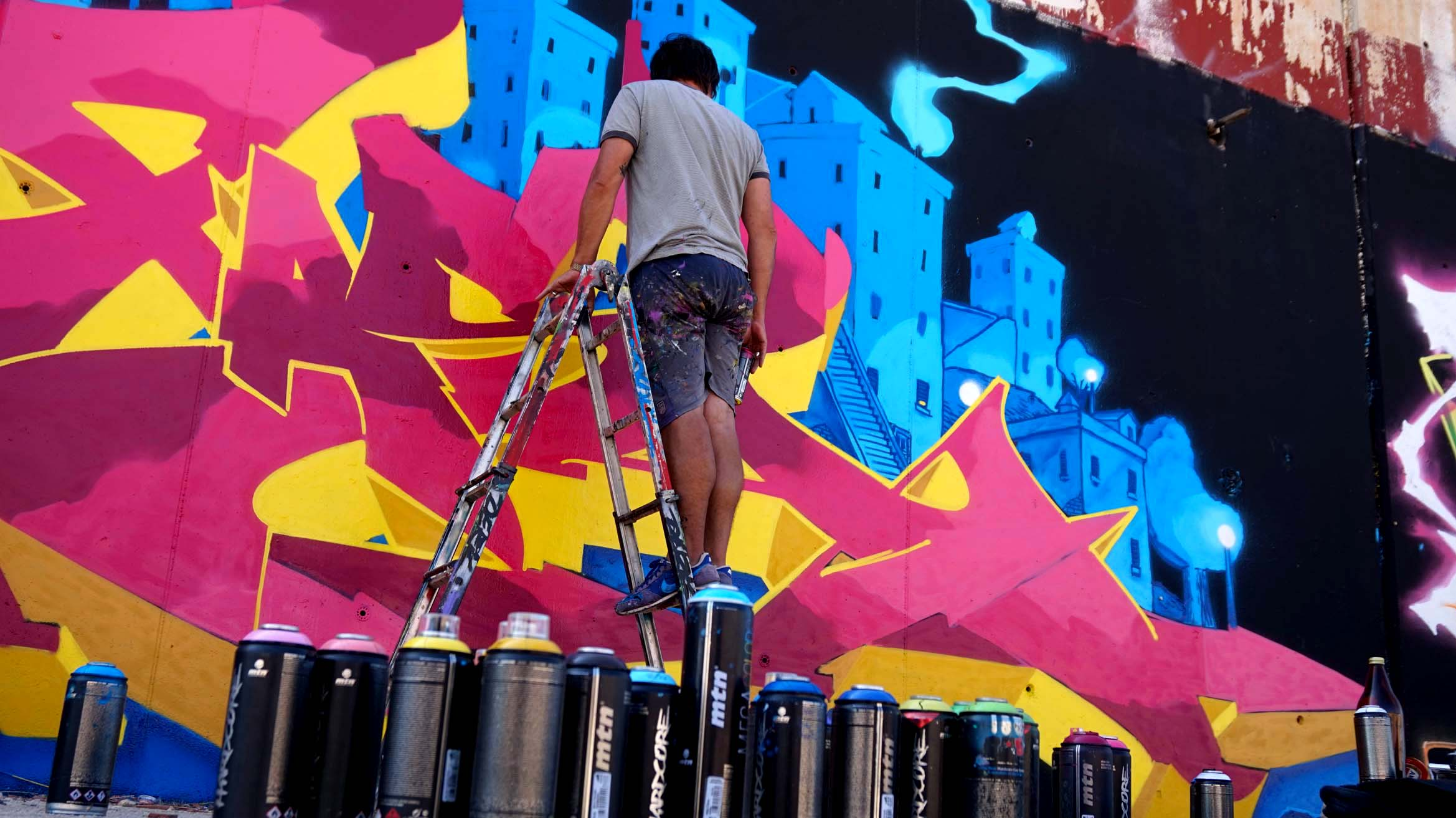
Fasim, mur avec Pro176, Derk et Emak pour l'anniversaire de Fasim, 2017 Valence.

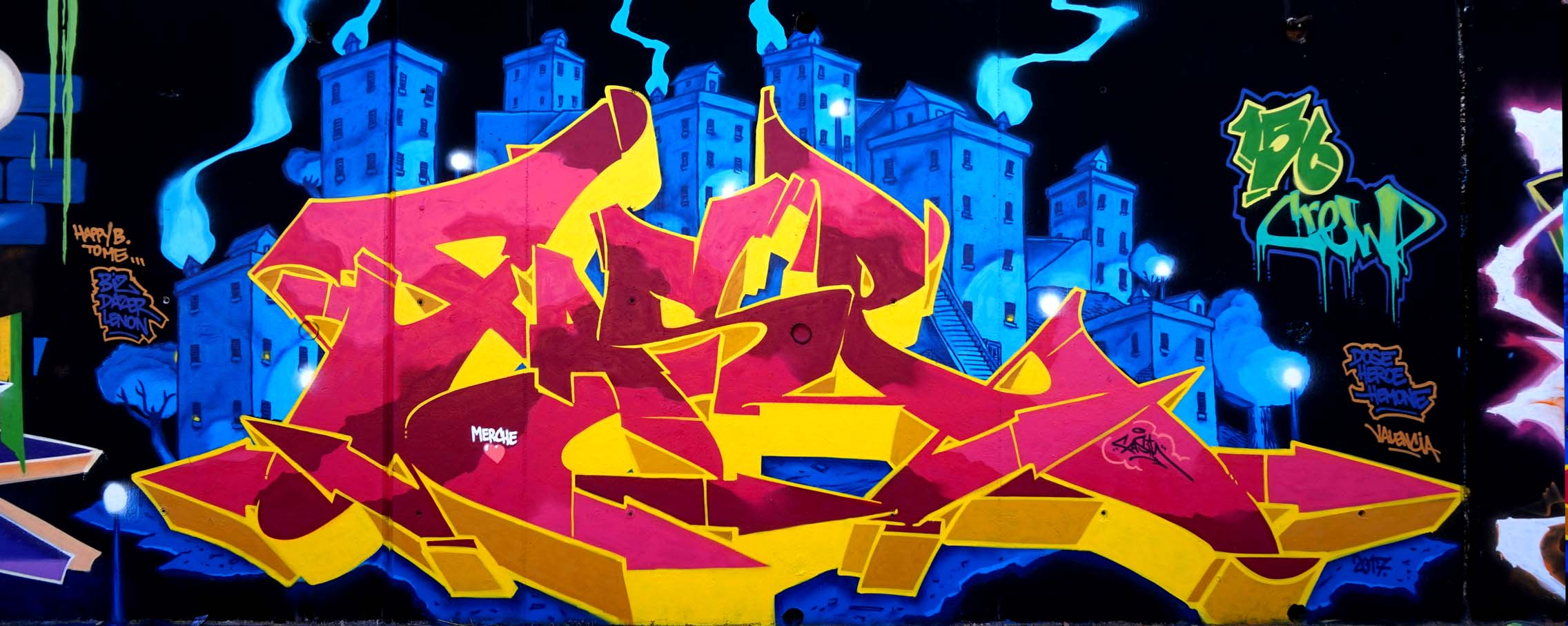
Fasim, mur avec Pro176, Derk et Emak pour l'anniversaire de Fasim, 2017, Valence.

Fasim est considéré comme un pionnier du street-art en Espagne, et l'un des artistes émergeant des rues espagnoles durant ces vingt dernières années selon David Hernandez, auteur de l’exposition et du documentaire I love Med.
Henry Chalfant écrit à son propos : 

« In the course of making a photo-documentation of graffiti art in New York City and in other parts of the world over the last several decades, I have met many extraordinary and gifted artists. One who stands out is Fasim, whom I met in Barcelona in the mid eighties where I was exhibiting my photographs. Fasim, who was very young at time, has in the thirty years since, become a prolific, expressive artist, skilled painter and graphic designer. He is a true original and equally proficient, whether mining the rich vein of early modernism or burning up the walls with his wild style masterpieces. Fasim is one of those rare artists who paints while engaging his mind as well as his senses and emotions. »

Les débuts de Fasim dans le writing[Quoi ?] remontent à 1986 lors de sa rencontre à Barcelone avec Henry Chalfant. Henry Chalfant est célèbre pour avoir photographié les métros new-yorkais dès le début des années 1970 et publié en 1984 avec Martha Copper leurs photos dans ce qui est devenu la bible des writers : Subway Art, et il est à Barcelone à l’occasion d'une exposition de ses photos. Cette rencontre l'incite à pratiquer le writing jusqu'alors absent de la péninsule ibérique. Il va travailler différent styles de lettres inspirées des productions new-yorkaises auxquelles il va leur insuffler sa touche personnelle et développer particulièrement le wild style[Quoi ?] qu'il dissémine dans la ville de Valence.
En 1992 il se rend à Paris pour visiter l'atelier de JonOne qui s'était rendu en Espagne et des BBC (Bad Boys Crew) à l’Hôpital éphémère et produire des œuvres inspirées des productions de Jean-Michel Basquiat, Rammellzee, Keith Haring, A One, il intègre le crew 156 All Starz. De retour à Barcelone, il expérimente différentes matières, collages, dripping, assemblages, sprays sur papier et toile.
Il rencontre Popay à Barcelone en 1994, qu'il considère comme un pionnier et un maître du street art européen. Durant ces années, il parcourt les musées d'art et les galeries de Barcelone, apprenant directement des peintres de l'avant-garde contemporaine, et lit de nombreux livres d'art, de littérature et de poésie.
En 1996 après un voyage à Sarajevo dans l'Ex-Yougoslavie, il découvre la réalité d'un pays dévasté par la guerre, et qui métamorphose sa peinture en un expressionnisme urbain. Cette thématique perpétue l'héritage de la peinture des peintres espagnols Pablo Picasso et Francisco de Goya selon le photographe Keith Baught : « In 2010 I saw Fasim’s iconic wall painting Stop Victims of War. A stunning, highly individual and powerful visual statement that cries out against injustice, following in the tradition of Picasso’s Guernica and Goya’s The Disaster of War ».
Lorsqu'il était enfant, il s'amusait avec les paréidolies des carreaux du sol, là où les tâches deviennent des scènes fantasmagoriques. Léonard de Vinci s'en servait pour développer l'imagination de ses élèves : « Si tu regardes certains murs imbriqués de taches et faits de pierres mélangées et que tu aies à inventer quelque site, tu pourras voir sur ce mur la similitude des divers pays, avec leurs montagnes, leurs fleuves, leurs rochers, les arbres, les landes, les grandes vallées, les collines en divers aspects; tu pourras y voir des batailles et des mouvements vifs de figures, et d'étranges airs de visages, des costumes et mille autres choses que tu réduiras en bonne et intègre forme ». Cette tradition laissant à l'imagination une grande place est reprise par Victor Hugo qui tire de leur hasard des formes que l'on retrouve aussi avec les décalcomanies de certains surréalistes, peintes pour elles-mêmes par Jackson Pollock et transformées en tests projectifs dont les plus célèbres sont ceux élaborés par le psychiatre passionné de peinture, Hermann Rorschach. Fasim joue avec les taches se positionnant entre une pratique où la tache renferme un paysage et une pratique où la tache devient le paysage.
Avec un dispositif qu'il a conçu, il crée des œuvres où la peinture s'écoule comme s'il versait de l'huile dans une salade pour former des visages. Cette technique ne permet pas de retravailler la forme obtenue, il faut donc que le hasard soit heureux. Il obtient des visages qui le ramène à ses premières expériences où il voyait se former des scènes dans les taches, il fait des scènes avec les taches, inversant ainsi le processus de la paréidolie et également ses expériences de writer, lorsque l'encre vient à déborder d'un marqueur qu'il a trop hâtivement rempli. Ces visages expriment un jeu entre l'anonymat des visages de nos pairs qui sont aussi nos miroirs, ce que nous ignorons de nous-même et ce que nous cherchons à découvrir de nous-même, brisant ainsi notre propre anonymat. Il est tentant de vouloir interpréter ces mouvements aléatoires de la peinture, de s'en servir comme une interface entre ce que nous savons de nous et ce que nous ignorons de nous et les peintures de ce pionnier du writing, apparaissent ici comme un bateau qui va porter ces questionnements sur nous-mêmes. Ses œuvres opèrent comme un trou de ver entre notre contemporanéité et les premières manifestations pariétales et rupestres, apparues au paléolithique, de l'habilité humaine à retranscrire le réel. Pour Fasim l'imagination exaltée par les paréidolies sont le lien reliant ces deux périodes et qui traverse l'histoire de l'humanité : « C'est le même jeu dans ma peinture, le geste est le même qu'à Lascaux mais notre environnement a énormément changé ».
Créer dans un atelier et exposer est pour ce pionnier du writing une façon de pérenniser une œuvre qui dans la rue finie par se perdre, être détruite. Cela ne dénature pour Fasim l'acte performatif de peindre dans l'espace urbain mais au contraire de pouvoir toucher les instances de réception avec des œuvres dans un espace de monstration plus traditionnel : « Tout ce qui s’est fait dans la rue est perdu. Le fait d’exposer montre au public toute l’énergie impulsée dans cet art ».
Fasim considère que ce circuit plus traditionnel permet au writing de prendre une place légitime dans l'histoire de l'art aux côtés de l'art contemporain et du marché de l'art, interviewé à l'occasion de l'exposition Graff en Méditerranée en 2017 au MUCEM, il dira : « El Street Art y el Urban Art, está entrando ahora con fuerza en el mercado del arte, el mercado no se interesa solo en el Arte Urbano o el 'Arte Urbano Contemporáneo' también está interesado en el Graffiti, en las firmas, es evidente que ha entrado de una vez por todas en el mercado del arte ».
Le MUCEM intègre dans sa collection, deux toiles et quatre sketchs de ce pionnier du writing qui a su se démarquer à force de travail acharné pour étaler ce que JoeyStarr qualifie de calligraphies colorées.

## Distinction
En 2015 il reçoit le prix Pinzell Cuixart pour sa carrière artistique.

## Expositions
- 2022 : Valencia, Galería La Mercería, "Al principio fue la verdad".
- 2022 : Bilbao, BASE Art Gallery, "Erased Landscapes I".
- 2022 : Barcelona, Drap Art Gallery, "Concurs upclycling 2022".
- 2022 : San Cristóbal de La Laguna, Tenerife, Universidad de La Laguna, "Art on Skateboard".
- 2021 : Barcelona, Canal Gallery, "Ceremony".
- 2021 : Laussane, Urbaneez, "Christmas Collection".
- 2021 : Tenerife, Festival Boreal.
- 2020 : Barcelona, Montana Gallery Barcelona, "101".
- 2018 : París, Galerie Deux6, "Rue Barcelona".
- 2018 : Mallorca, Linea6 Backstore Gallery, "Fasim, Down By Law, works on paper, 2018".
- 2017 : Madrid, Galerie en ligne El Paracaidista / Durán, On/Off: Cuando el graffiti salta del muro[20].
- 2017 : Londres, Creative Debuts, Le bâtiment noir et blanc, Connection lines.
- 2017 : Genève-Suisse, Galartis, Vente aux enchères de Street Art 2017.
- 2017 : Paris, Galerie Amarrage, Utopies Urbaines # 2.
- 2017 : Marseille, MuCEM, Graff en Méditerranée [15].
- 2016 : Paris, FIAC (Foire Internationale d'Art Contemporain), Road to Mukono.
- 2016 : Madrid, Galerie Swinton & Grant, Road to Mukono.
- 2016 : Londres, Red Gallery, Distorsions.
- 2015 : Paris, Galerie Celal, Barcelone Mia.
- 2015 : New York, Musée des Arts du Bronx - Lower Gallery, PBy our own rules 156 All Starz 30th Anniversary Event.
- 2014 : Barcelone, Montana Gallery, Montana Colors 20 años / 20 escritores.
- 2014 : Barcelone, Galerie Imaginart, Street art MED.
- 2014 : Séville, Espacio Californie, Johnny paint me motherfucker.
- 2013 : Elche, Blacklab 22 ; Ephemeral mural. Peinture murale en direct et exposition.
- 2013 : Barcelone, Studio Store, festival d'art urbain FART.
- 2013 : Genève, Calaver'Arts / Deuxième Édition.
- 2013 : Grenade, Collège Officiel des Architectes de Grenade, Cuadros colgados de un gancho.
- 2012 : Londres, High Roller Society Gallery, Espanish Conexion.
- 2012 : Genève / Suisse, The Square. Calaverarts.
- 2012 : Valence, La Minúscula, Cabezas/Heads + Dibo210, Dj Serifo, Legos G
- 2012 : Elche / Valence, BlackLab22, Straight From The Undergroung, Dead, Dems, Fasim, Fons, Func88, Jaba, Pantone, Rois, Rosh, San, Sawe, Sozyone.
- 2012 : Barcelone, Galerie MTN, Homenaje a Moebius, 30 artistes internationaux rendent hommage à Moebius. Peindre.
- 2012 : Barcelone, TheGallery Pro, Hôtel Barceló Raval ; Mémorandum Keith Haring.
- 2012 : Barcelone, Galerie Niu ; Crónicas de Pueblo Nuevo.
- 2011 : Bilbao, SC Galerie ; Subculture II. Sélection d'artistes de la galerie. Galerie SC Bilbao.
- 2011 : Barcelone, Galerie A & D, Exit 10 años dejando huella.
- 2011 : Barcelone, Musée d'Art Contemporain de Barcelone (Macba) ; Exit 10 años dejando huella.
- 2011 : Barcelone, Mtn Gallery, I was here!
- 2011 : Barcelone, Galerie Niu, Niu 5.5.
- 2010 : Barcelone, Mtn Gallery, Art transit. Peinture sur des modèles de rames du métro de New York.
- 2010 : Valence, Pl. Del Tossal, Stop victims war wall, peinture murale en direct pendant 15 jours. Réalisation de la vidéo du même nom avec Jordi Ferrer et Diana Puertas et musique de Dive Dibosso
- 2010 : Bilbao, SC Galerie, ReVelión.
- 2009 : Séville, Montana Gallery, Raíces, collectif avec Logan, Suso 33 et Rosh.
- 2007 : Barcelone, Galerie Niu, The jacket battle. Vestes peintes.
- 2006 : Barcelone, Galerie Niu, Pintures Salvatges des de La Makabra.
- 2004 : Barcelone, Galerie Iguapop, 39 artistas del graffiti sobre lienzo et Art is not a crime, exposition conjointe avec Henry Chalfant. Peinture sur toile et photographie.
- 2003 : Paris, Galerie de taxi, Kosmopolite Expo. Peinture sur toile collective avec Mac Crew, Loomit, T-Kid, Cope2, PornoStars, Ink76, Sonic Bad, Ket, Sixe, Lokiss et Popay.